# Acmaeodera xanthosticta
Acmaeodera xanthosticta är en skalbaggsart som beskrevs av François Louis Nompar de Caumont de Laporte och Hippolyte Louis Gory 1835.
Acmaeodera xanthosticta ingår i släktet Acmaeodera och familjen praktbaggar. Inga underarter finns listade i Catalogue of Life.